# Reginald Arvizu
Reginald Quincy "Fieldy" Arvizu (født d. 2. november 1969 i Bakersfield, Californien) er kendt som bassisten i metalbandet Korn). 
I 1989 stiftede Fieldy sammen med Munky, David Silveria (som i dag er medlemmer af Korn) og Richard Morrel (som ikke er relateret til Korn) bandet L.A.P.D som stod for "Love and Peace, Dude." I 1993 brød bandet op, og de tre medlemmer dannede Korn sammen med Jonathan Davis.
Fieldy bruger en femstrenget Ibanez-bas (model SDGR SR5005), navngivet K-5, som er hans signaturbas. Den er stemt A, D, G, C, F. Han er den eneste venstrehåndet i bandet, men bruger trods det en højrehåndet bas. Størstedelen af hans basriffs er hip-hop-inspireret, da han selv siger, han får inspiration fra alt hip-hop. Arvizu konverterede i 2009 til kristendommen.

## Sideprojekter
Fieldy havde et rap-sideprojekt kaldet Fieldy's Dreams, og i 2002 udgav han albummet Rock'n Roll Gangster, der dog fik meget kritik af anmelderne, og i Gaffa fik det således kun én stjerne.

## Ægteskab
I 2006 blev Fieldy gift med sin kæreste Deena Beber. Korn-guitarist Munky spillede på nylonguitar ved deres bryllup. Det var hendes første ægteskab og hans andet. 

## Basser
- Ibanez Soundgear SR1305 5-strenget
- Ibanez Soundgear SR1305 5-strenget
- Ibanez Soundgear 505's
- Ibanez ATK305
- Ibanez K5TKF 5-String (Fieldy Signatur/sort og rød)
- Ibanez "K15" custom 15-string (stemt Aaa – Ddd – Ggg – Ccc – Fff)